# Venezuela en la clasificación de Conmebol para la Copa Mundial de Fútbol de 1970
La selección de fútbol de Venezuela fue una de las diez selecciones de fútbol que participaron en la clasificación de Conmebol para la Copa Mundial de Fútbol de 1970, en la que se definieron los representantes de Conmebol para la Copa Mundial de Fútbol de 1970, que se desarrolló en México.

## Sistema de juego
Para la Copa Mundial de Fútbol de 1970 de México, la Conmebol disponía de 3 plazas de las 16 totales del mundial. Los 10 equipos se agruparon en 3 grupos; 2 grupos de 3 equipos y otro de 4 equipos. Jugándose por el sistema de liguilla, con encuentros en casa y fuera. Los primeros de grupo se clasificaron para el Mundial.

## Tabla final de posiciones
| Equipo    | Pts. | PJ | PG | PE | PP | GF | GC | Dif. |
| --------- | ---- | -- | -- | -- | -- | -- | -- | ---- |
| Brasil    | 12   | 6  | 6  | 0  | 0  | 23 | 2  | +21  |
| Uruguay   | 7    | 4  | 3  | 1  | 0  | 5  | 0  | +5   |
| Paraguay  | 8    | 6  | 4  | 0  | 2  | 6  | 5  | +1   |
| Perú      | 5    | 4  | 2  | 1  | 1  | 7  | 4  | +3   |
| Bolivia   | 4    | 4  | 2  | 0  | 2  | 5  | 6  | –1   |
| Chile     | 4    | 4  | 1  | 2  | 1  | 5  | 4  | +1   |
| Argentina | 3    | 4  | 1  | 1  | 2  | 4  | 6  | –2   |
| Colombia  | 3    | 6  | 1  | 1  | 4  | 7  | 12 | –5   |
| Ecuador   | 1    | 4  | 0  | 1  | 3  | 2  | 8  | –6   |
| Venezuela | 1    | 6  | 0  | 1  | 5  | 1  | 18 | –17  |

## Partidos

### Grupo 2
| Equipo    | Pts | PJ | PG | PE | PP | GF | GC | Dif |
| --------- | --- | -- | -- | -- | -- | -- | -- | --- |
| Brasil    | 12  | 6  | 6  | 0  | 0  | 23 | 2  | 21  |
| Paraguay  | 8   | 6  | 4  | 0  | 2  | 6  | 5  | 1   |
| Colombia  | 3   | 6  | 1  | 1  | 4  | 7  | 12 | -5  |
| Venezuela | 1   | 6  | 0  | 1  | 5  | 1  | 18 | -7  |

| 27 de julio de 1969 | Colombia                            | 3:0 (1:0) | Venezuela | Estadio El Campín, Bogotá                                 |                                                           |
|                     | González 34', 56' · Segrera 76' (p) | Reporte   |           | Asistencia: 47.898 espectadores Árbitro(s): Ramiro Torres | Asistencia: 47.898 espectadores Árbitro(s): Ramiro Torres |

| 2 de agosto de 1969 | Venezuela   | 1:1 (0:0) | Colombia   | Estadio Olímpico, Caracas                                 |                                                           |
|                     | Mendoza 55' | Reporte   | Tamayo 61' | Asistencia: 17.101 espectadores Árbitro(s): Ortubé Vargas | Asistencia: 17.101 espectadores Árbitro(s): Ortubé Vargas |

| 6 de agosto de 1969 | Venezuela | 0:2 (0:1) | Paraguay             | Estadio Olímpico, Caracas                          |                                                    |
|                     |           | Reporte   | Rojas 38' · Sosa 53' | Asistencia: 9.110 espectadores Árbitro(s): Palacio | Asistencia: 9.110 espectadores Árbitro(s): Palacio |

| 10 de agosto de 1969 | Venezuela | 0:5 (0:0) | Brasil                               | Estadio Olímpico, Caracas                                        |                                                                  |
|                      |           | Reporte   | Tostão 60', 72', 74' · Pelé 71', 75' | Asistencia: 30.063 espectadores Árbitro(s): Alberto Tejada Burga | Asistencia: 30.063 espectadores Árbitro(s): Alberto Tejada Burga |

| 21 de agosto de 1969 | Paraguay            | 1:0 (1:0) | Venezuela | Defensores del Chaco, Asunción                    |                                                   |
|                      | Lorenzo Giménez 11' | Reporte   |           | Asistencia: 11.059 espectadores Árbitro(s): Otero | Asistencia: 11.059 espectadores Árbitro(s): Otero |

| 24 de agosto de 1969 | Brasil                                                  | 6:0 (5:0) | Venezuela | Maracaná, Río de Janeiro                                   |                                                            |
|                      | Tostão 3', 22', 24' · Jairzinho 30' · Pelé 45' (p), 69' | Reporte   |           | Asistencia: 122.841 espectadores Árbitro(s): Ortubé Vargas | Asistencia: 122.841 espectadores Árbitro(s): Ortubé Vargas |

## Goleadores
El goleador de la selección venezolana durante las clasificatorias fue Luis Mendoza, con una anotación. 
| Jugador      | Selección | Goles |
| ------------ | --------- | ----- |
| Luis Mendoza | Venezuela | 1     |